# Сен-Клеман (Канталь)
Сен-Клема́н (фр. Saint-Clément, окс. Sant Clamenç) — коммуна во Франции, находится в регионе Овернь. Департамент — Канталь. Входит в состав кантона Вик-сюр-Сер. Округ коммуны — Орийак.
Код INSEE коммуны — 15180.
Коммуна расположена приблизительно в 440 км к югу от Парижа, в 100 км южнее Клермон-Феррана, в 19 км к востоку от Орийака.
В 1792—1795 годах Сен-Клеман носил название Клеман-Бель-Визит (фр. Clément-Belle-Visite).

## Население
Население коммуны на 2008 год составляло 70 человек.
| 1962 | 1968 | 1975 | 1982 | 1990 | 1999 | 2008 |
| ---- | ---- | ---- | ---- | ---- | ---- | ---- |
| 150  | 185  | 172  | 136  | 107  | 80   | 70   |

## Экономика
В 2007 году среди 41 человек в трудоспособном возрасте (15—64 лет) 29 были экономически активными, 12 — неактивными (показатель активности — 70,7 %, в 1999 году было 84,1 %). Из 29 активных работали 29 человек (19 мужчин и 10 женщин), безработных не было. Среди 12 неактивных 4 человека были учениками или студентами, 3 — пенсионерами, 5 были неактивными по другим причинам.

## Достопримечательности
- Церковь Сен-Клеман (XIII—XIV века). Памятник истории с 1990 года[3]

## Фотогалерея

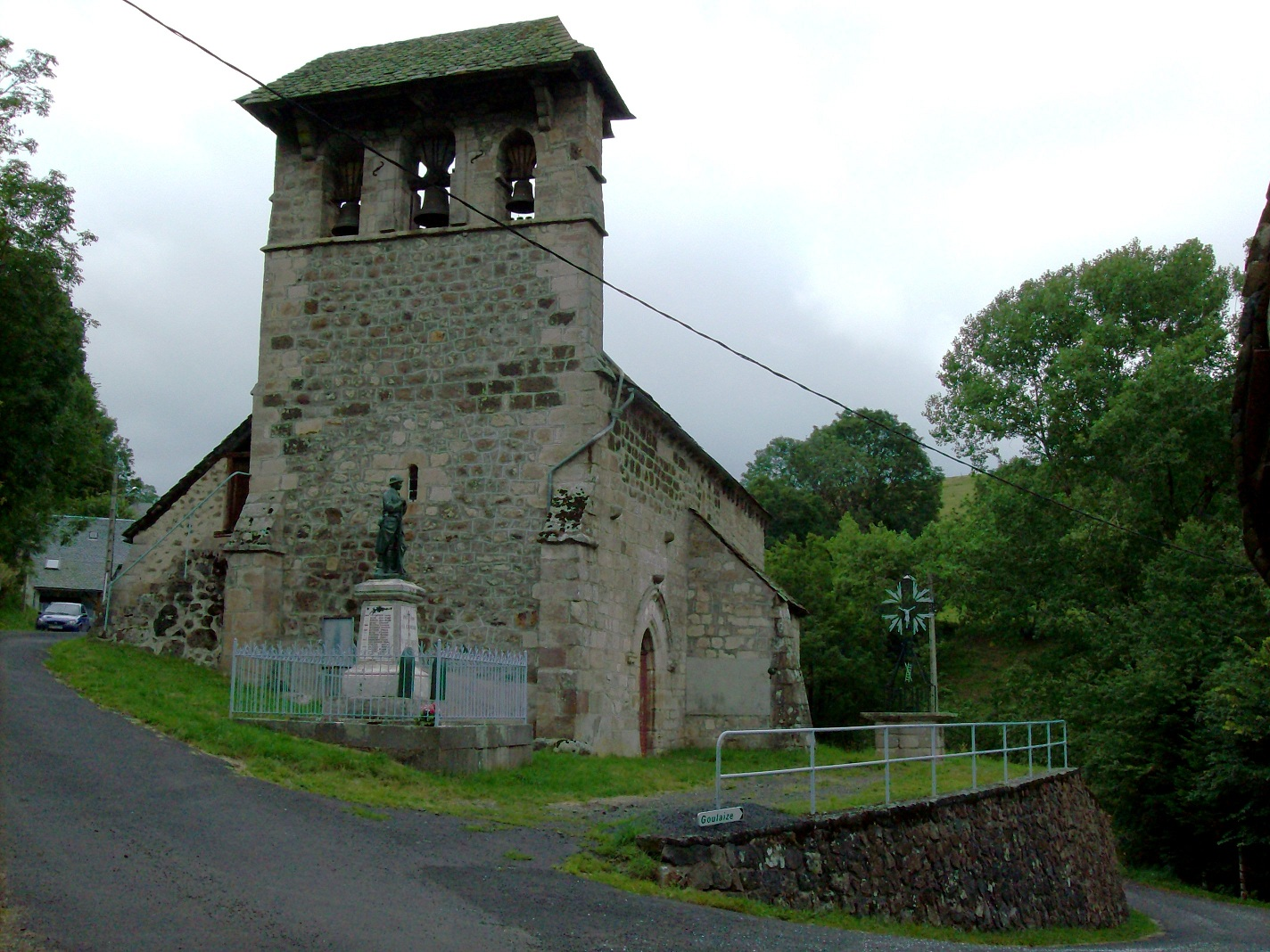
Церковь Сен-Клеман
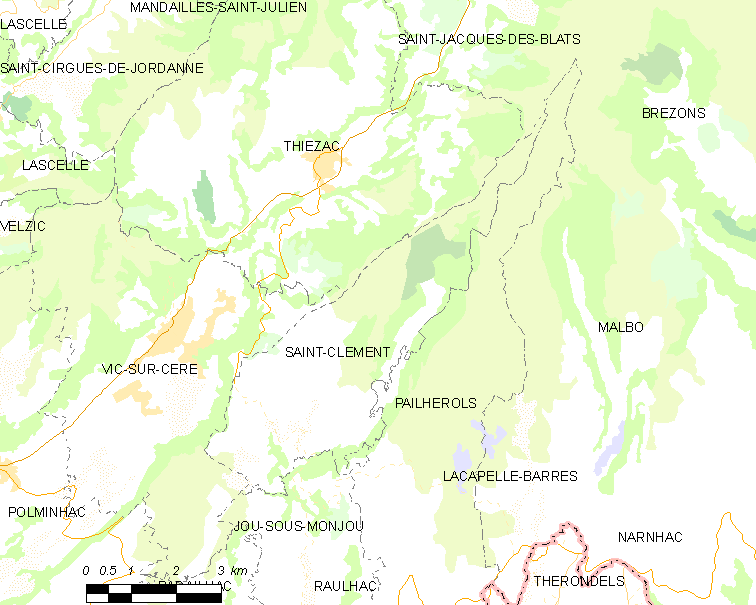
Карта коммуны